# Синлун
Синлу́н (кит. упр. 兴隆, пиньинь Xīnglóng) — уезд городского округа Чэндэ провинции Хэбэй (КНР). Уезд назван в честь горной гряды Синлуншань.

## История
Во времена империи Цин в ущелье Малань было выделено место для императорских могил, и вся эта территория в соответствии с концепцией «фэншуй» была объявлена запретной зоной.
После Синьхайской революции в 1915 году запрет на поселение людей в этих местах был снят, и сюда за нетронутыми лесами потянулся народ из Пекина и Тяньцзиня, они были переданы под юрисдикцию уезда Цзуньхуа Столичного округа. В 1920 году он был передан под юрисдикцию уезда Цзи Столичного округа, но в 1921 году возвращён под юрисдикцию уезда Цзуньхуа. В 1930 году из уезда Цзуньхуа был выделен уезд Синлун провинции Жэхэ.
В 1933 году территория была захвачена японцами и передана в состав марионеточного государства Маньчжоу-го, при этом уезд был ликвидирован. В 1938 году властями Маньчжоу-го уезд был воссоздан.
В 1955 году провинция Жэхэ была расформирована, и уезд вошёл в состав Специального район Чэндэ (承德专区) провинции Хэбэй (впоследствии переименованного в Округ Чэндэ). В июле 1993 года округ Чэндэ и город Чэндэ были объединены в Городской округ Чэндэ.

## Административное деление
Уезд Синлун делится на 9 посёлков, 9 волостей и 2 национальные волости.